# Albert Coppé
Albert Coppé (Bruges, 26 novembre 1911 – Tervuren, 30 marzo 1999) è stato un economista e politico belga, esponente del Partito Popolare Cristiano.
Fu ministro, Presidente dell'Alta autorità della CECA e commissario europeo.

## Formazione e carriera accademica
Coppé era figlio di commercianti.
Coppé studiò politica sociale, economia, finanza e commercio all'Università Cattolica di Lovanio e si laureò nel 1934. Dal 1941 al 1982 fu professore di economia presso la stessa università, specializzato in statistica e sull'industria carbonifera e siderurgica del Belgio.

## Carriera politica
Coppé si avvicinò alla politica grazie al sindacalismo cristiano. Dal 1946 al 1952 Coppé fece parte della Camera dei rappresentanti. Tra il giugno e l'agosto 1950 fu ministro dei lavori pubblici nel governo Duvieusart, poi ministro dell'economia nel successivo governo Pholien e ministro della ricostruzione nel governo Wood dal gennaio all'agosto 1952.
Nell'agosto 1952 Coppé si dimise dagli incarichi di governo e dal Parlamento ed entrò in carica come membro e vicepresidente dell'Alta autorità della CECA. Tra il marzo e il luglio 1967 ne divenne presidente ad interim. Dopo la fusione degli esecutivi comunitari, Coppé fece parte delle commissioni europee Rey, Malfatti e Mansholt dal luglio 1967 al gennaio 1973.
Fu tra i fondatori del Partito Popolare Cristiano nel 1968.